# 三尾川村
三尾川村（みとがわむら）は、和歌山県東牟婁郡にあった村。現在の古座川町の南西端、古座川の中流域にあたる。

## 地理
- 山岳：洞山、藤根山、冷水山、西ノ峯山、姥山、峯山、嶽ノ森山、黒山、井谷山
- 河川：古座川、三尾川、南平川、小節川、佐本川

## 歴史
- 1889年（明治22年）4月1日 - 町村制の施行により、長追村・大川村・三尾川村・南平村・蔵土村・洞尾村・日南川村の区域をもって発足。
- 1943年（昭和18年）3月 - 七川村の山火事が三尾川村へ延焼。周辺町村を合わせた焼失面積は約29.8キロ平方メートル[1]。
- 1956年（昭和31年）3月31日 - 高池町・明神村・小川村・七川村と合併して古座川町が発足。同日三尾川村廃止。